# سامسونگ گلکسی آ۱۰
سامسونگ گلکسی ای۱۰ (به انگلیسی : Samsung Galaxy A10) یک تلفن هوشمند اندرویدی از سری گلکسی ای، محصولی از سامسونگ الکترونیکس است که در مارس ٢٠١٩ معرفی شد. این گوشی به‌طور پیش‌فرض دارای اندروید پای با رابط کاربری وان یوآی است. ای١٠ دارای ٣٢ گیگابایت حافظه داخلی به همراه ٢ یا ۴ گیگابایت حافظه رم (به انگلیسی : RAM، مخفف Random Access Memory) و یک باتری ۳۴۰۰ میلی‌آمپر(بر ساعت) نیز هست.

## مشخصات

### سخت‌افزار
گلکسی آ۱۰ سامسونگ دارای صفحه نمایش ۶٫۲ اینچ HD+ Infinity-V با رزولوشن ۷۲۰ در ۱۵۲۰ است. ابعاد آن ۱۵۵٫۶ در ۷۵٫۶ در ۷٫۹ میلی‌متر و وزن آن ۱۶۸ گرم است. واحد پردازش مرکزی آن ۸ هسته‌ای است و از ۲ هستهٔ ۱٫۶ گیگاهرتز کورتکس-ای۷۳ و ۴ هستهٔ ۱٫۳۵ گیگاهرتز کورتکس-ای۵۳ بهره می‌برد. برای واحد پردازش گرافیکی آن نیز از مالی-جی۷۱ ام‌پی۲ استفاده شده‌است. این گوشی در دو مدل ۳۲ گیگابایت با ۲ گیگابایت رم و ۳۲ گیگابایت با ۴ گیگابایت رم عرضه می‌شود و حافظهٔ داخلی آن از طریق حافظه اس‌دی تا ۵۱۲ گیگابایت قابل ارتقا است. گلکسی آ۱۰ همچنین از باتری غیرقابل تعویض لیتیوم یونی با ظرفیت ۳۴۰۰ میلی‌آمپر ساعت بهره می‌برد.

### نرم‌افزار
گلکسی آ۱۰ با اندروید پای و رابط‌کاربری وان یوآی عرضه شد و قابلیت ارتقا به اندروید ۱۱ را نیز دارد.